# Duncan Weir
Pour les articles homonymes, voir Weir.

a Compétitions nationales et continentales officielles uniquement.

b Matchs officiels uniquement.
Dernière mise à jour le 30 juin 2022.
Duncan Weir, né le 10 mai 1991 à Rutherglen (Écosse), est un joueur international écossais de rugby à XV jouant au poste de demi d'ouverture aux Glasgow Warriors en United Rugby Championship, ainsi qu'en équipe d'Écosse depuis 2012.

## Biographie
À seulement 20 ans, il honore sa première sélection avec l'équipe d'Écosse lors du Tournoi des 6 nations 2012 face à la France, match où il inscrit également ses premiers points en transformant un essai de Lee Jones.
Lors du Tournoi des Six Nations 2013, il participe grandement à la troisième place de sa sélection, devenant titulaire du poste d'ouvreur dès le deuxième match face au pays de Galles. L'année suivante, il se distingue lors de la rencontre face à l'Italie, grâce à un drop à la dernière minute, il permet à son équipe de remporter sa seule victoire du Tournoi 2014, (20-21) au Stade olympique de Rome.
En 2023-2024, les Glasgow Warriors se qualifient en finale du championnat après avoir éliminé le Munster en demi-finale. En finale contre les Bulls, Duncan Weir est sur le banc des remplaçants et son équipe s'impose 21 à 16, remportant la compétition pour la deuxième fois de son histoire après 2015,.

## Palmarès

### En club
- Glasgow Warriors
  - Finaliste du Pro 12 en 2014
  - Vainqueur du Pro12/United Rugby Chamionship en 2015 et 2024

## Statistiques en équipe nationale
- 30 sélections (13 fois titulaire, 17 fois remplaçant)
- 80 points (2 essais, 11 transformations, 15 pénalités, 1 drop)
- Sélections par année : 2 en 2012, 6 en 2013, 10 en 2014, 3 en 2015, 2 en 2016, 4 en 2017
- Tournois des Six Nations disputés : 2012,  2013, 2014, 2016, 2017

En Coupe du monde : 
- 2015 : 2 sélections (États-Unis, Afrique du Sud)